# Oude Geut (waterschap)
De Oude Geut is een voormalig waterschap in de Nederlandse provincie Groningen.
Het schap lag halverwege Midwolda en Nieuwolda-Oost, aan weerszijden van de Nieuwlandseweg. Het grootste deel lag tussen de dijk van 1626 en die van 1701 (beide grotendeel verdwenen). Het schap viel uiteen in twee delen. Het deel ten noorden van de Oude Geut stroomde af op het Kattendiep, waardoor het feitelijk tot de bemaling van De Hoogte behoorde. Het deel ten zuiden werd bemalen, door een gemaal dat in het westen van de polder stond en uitsloeg op de Oude Geut. 
Waterstaatkundig gezien ligt het gebied sinds 2000 binnen dat van het waterschap Hunze en Aa's.